# تیم ملی والیبال مردان جمهوری دومینیکن
تیم ملی والیبال مردان جمهوری دومینیکن تیم ملی والیبال مردان کشور جمهوری دومینیکن است.